# Minotaur I
Il Minotaur I, noto anche come OSP-SLV, è un sistema di lancio non riutilizzabile statunitense derivato dal missile Minuteman. È un membro della famiglia di razzi Minotaur prodotta da Orbital Sciences Corporation ed è utilizzato per il lancio orbitale di satelliti miniaturizzati. È il successore del razzo Taurus (ribattezzato in seguito Minotaur-C).
Il Minotaur I è un razzo a propellente solido, costituito da un primo stadio M55A1 e da un secondo stadio SR19; come terzo e quarto stadio utilizza l'Orion 50XL e l'Orion 38 del razzo Pegasus. Può inoltre utilizzare come quinto stadio uno stadio superiore HAPS (Hydrazina Auxiliary Propulsion System) utilizzato sul razzo Pegasus, che usa come propellente l'idrazina, se è necessaria una maggiore precisione di lancio o se il razzo deve essere in grado di manovrare per distribuire in orbita più carichi utili. Il Minotaur I può posizionare fino a 580 chilogrammi di carico utile in un'orbita terrestre bassa di 185 chilometri di quota con un'inclinazione di 28,5 gradi con un lancio da  Cape Canaveral e 310 Kg in un'orbita eliosincrona di 740 Km di quota con un lancio dalla base aeronautica di Vandenberg.
Il primo lancio del Minotaur I è stato effettuato il 27 gennaio del 2000. Inizialmente i lanci del venivano effettuati dalla base aeronautica di Vandenberg in California, ma a partire dal lancio del satellite TacSat-2 effettuato il 16 dicembre 2006, i lanci sono stati condotti anche dallo Spazioporto regionale del Medio Atlantico situato sull'isola di Wallops in Virginia.